# 요리스 카옘베
요리스 카옘베 디투(프랑스어: Joris Kayembe Ditu, 1994년 8월 8일 ~ )는 벨기에 프로 리그 클럽 헹크에서 레프트백과 윙백으로 활약하는 콩고 민주 공화국의 프로 축구 선수이다. 벨기에에서 태어나 이전에 친선 경기에서 벨기에 국가대표팀으로 활약한 적이 있는 그는 콩고 민주 공화국 국가대표팀에서 뛰고 있다.

## 구단 경력

### 초기 경력
브뤼셀에서 태어난 카옘베는 벨기에에서 RSD 제트와 브뤼셀, 스탕다르 리에주에서 유소년 생활을 시작했다.

### 포르투
2013년, 그는 포르투와 계약했다. 팀의 몇몇 다른 선수들과 함께, 카옘베는 올랴넨스를 상대하기 위해 1군 선수단에 부름을 받았다. B팀에서의 아주 좋은 첫 시즌 후, 그는 마침내 2014년 5월 4일, 토제와 46분 교체 투입되며 데뷔 전을 치렀다.

#### 아로카로의 임대
카옘베는 2014-15년 시즌을 포르투 1군에서 시작했지만 주로 B팀에서 활약했다. 2015년 1월, 그는 아로카로 임대되었다.

#### 히우 아브로의 임대
2015년 7월 31일, 카옘베는 프리메이라리가의 히우 아브로 임대되었다.

### 낭트
세르지우 콘세이상이 낭트를 떠나 포르투갈 클럽 벤치에 합류할 수 있는 계약 조건 중 하나로, 카옘베는 2017년 6월 14일에 낭트로 무료 이적했다.
카옘베는 부상으로 어려움을 겪고 있으며 낭트와 거의 경기를 치르지 않고 있다.

### 샤를루아
2020년 1월 17일, 그는 샤를루아와 2년 계약을 체결하고 부활했다.
샤를루아와 함께한 첫 5개월 동안 카옘베는 흥미로운 모습을 보여주었다.
2020-2021년 시즌, 하지만 레프트 윙어인 카옘베는 누리우 포르투나가 헨트로 떠난 후 레프트 윙어로 챔피언십을 시작했다.

### 헹크
2023년 5월, 그는 샤를루아를 떠나 헹크로 이적하여 3년 계약을 체결하고 추가 시즌을 옵션으로 제공했다.

## 국가대표팀 경력
카옘베는 벨기에에서 태어난 콩고 민주 공화국 혈통이다. 카옘베는 2020년 10월 8일, 코트디부아르와의 친선 경기에서 벨기에 국가대표팀으로 데뷔했지만, 2023년 카옘베는 벨기에에서 콩고 민주 공화국 국가대표팀으로 전환했다.
2023년 12월 27일, 그는 세바스티앵 드사브르가 선정한 콩고 민주 공화국 선수 24명 중 2023년 아프리카 네이션스컵에 출전할 선수로 선정되었다.